# 廖亦武
廖亦武（1958年8月4日—），筆名老威，出生於中国四川省盐亭县，為中國詩人、流亡作家。他也是2012年德國書商和平獎得主。

## 生平
1986年至1989年，他相繼發表了《死城》、《黃城》、《幻城》、《偶像》等長詩。1989年3月開始，中國幾十個城市爆發街頭抗議。他参与六四事件，于6月3日的下午在天安門廣場寫下《大屠殺》這首詩。
1990年3月初，廖亦武組織劇組，籌備並拍攝了《大屠殺》的姐妹篇，詩歌電影《安魂》。再接下來的3月16日清晨，他和整個《安魂》劇組，大約10人左右，在重慶被國家安全局抓捕。後來他被判定為“政治犯”，以“反革命宣傳煽動”的罪名，坐牢4年。据他自述，出狱后，在父母家生活时，“警察几乎每天上门巡视我。他们没收过三次我的创作手稿，而每一次，我都重新再写一遍。”
1999年初夏，廖亦武先後出版過兩本書：《沉淪的聖殿——中國1970年代的地下詩歌故事》和《中國邊緣人採訪錄》。隨即，新聞出版局宣布該書為“反動書籍”，描寫了社會的黑暗。警察甚至查抄了印刷廠，他的民間出版人也被列為追捕名單。2001年初春，他再次化名“老威”，出版了《中國底層訪談錄》的60人刪節本，結果出版社遭到整肅。
廖亦武曾16次被阻止出境，2008年，在他寫作後來在臺灣和法國出版的《地震瘋人院——5月12日四川大地震記事》之際，從戶籍所在地轉回戶籍關係，並拿到護照。即便如此，2009年以中國為主題嘉賓的法蘭克福書展發給他邀請，他也被禁止出境而不能參加。2010年春的科隆文學，也有類似遭遇，廖亦武在機場被逮捕，同時接受數個小時的審問。稍後他公開向德國總理求救，終於在2010年9月，廖亦武首度被允許出境，來到柏林參加柏林國際文學節。而在2011年2月至5月，在多次要求出境不被允許的狀況下，廖亦武終於在7月2日走過中越邊境，然後5日自越南河內登機，於6日清晨飛抵德國。
2012年5月，廖亦武在柏林國際文學節的開幕典禮上，提醒各國作家關心藏區層出不窮的自焚事件，他首先回顧天安門事件那年3月發生的、已幾乎被遺忘的拉薩大屠殺，當時寺廟的佛塔被士兵焚毀，喇嘛為了救火，在烈焰中被射殺，「給後繼的自焚者開了可嘆可泣的先河」。他們「一次次呼喊西藏自由，然後燒透汽油點燃自己，因為實在是忍無可忍」。「西藏人不間斷地自焚，作為長期關注西藏的中國作家，一種憤怒和內疚夾雜的情感，讓我迫不及待想做點什麼」。

2012年10月在德國書業和平獎頒獎典禮上，廖亦武稱中國為「滅絕人性的血色帝國」、「地球災難的源頭」和「無限擴張的垃圾场”。他說：
我也在這裡發佈這個帝國的死訊。因為它屠殺孩子，所以必須分裂。....
我們眼下的獨裁中國，在遠古先賢們所處的春秋至戰國前期，早已分裂成幾十個國家。幾百年裡，雖然相互吞併的戰火不斷，但國學界公認，這是迄今為止，無法超越的輝煌時代，政治、經濟、文化領域都異常活躍，言論異常自由，各類學術並駕齊驅，史稱「百家爭鳴」。....
以國家統一為名，中國歷史上的血案數不勝數。....國家統一，領土完整——獨裁統治的終極王牌，多少罪惡借此而公然大行其道。....
在古代，新疆、西藏、內蒙和臺灣，都是異域。....藏人為什麼要頻頻自焚呢？如果他們是一個與四川和雲南接壤的國家，不受到來自獨裁北京的彈壓，恐怕這個能歌善舞的高原種族永遠想不到要惹火燒身。
為了孩子不再死於無辜，這個帝國必須分裂；
為了母親不再無辜地失去孩子，這個帝國必須分裂。
為了中國各地的人們不再流離失所，淪為世界各地的累贅，這個帝國必須分裂。
為了葉落歸根，為了將來有人守護祖宗的墓園，這個帝國必須分裂。
為了全人類的和平和安寧，這個帝國必須分裂。
2013年1月22日，法国《费加罗报》发表对他的采访，评论中国现状。他表示不看好中国的改革前景。当被问道：你怎么看未来几年中国的变化？他说“中国，这个帝国应该解体。我梦想，中国分裂成二十多个不同的小国。如果你看看中国的历史，分裂时期总体上比合一的时期长。而在分裂成几块的时期，中国的文化发出最强的光芒。也就是这段时期当中，中国出现了大思想家，如：老子、孔子等人。我们为何需要忍受中国共产党？从来没有任何人投票选举出这些的领导人，所以他们不能代表任何人。不是这些领导人可以改变中国，而是由中国老百姓来改变中国。”